# Giulia Marchesoni
Giulia Marchesoni, née le 23 mars 1992, est une coureuse de fond italienne spécialisée en skyrunning. Elle est championne du monde d'Ultra SkyMarathon 2024.

## Biographie
Elle se révèle véritablement en 2024. Le 6 janvier, elle participe  pour la première fois à une épreuve de raquette à neige en prenant le départ de la Ciaspolada. Elle court en tête aux côtés de la favorite, l'Espagnole Celia Balcells Serra, et tire avantage de la montée pour faire la différence et s'offrir la victoire. Le 24 août, elle remporte la Kima Extreme SkyRace en 3 h 30 min 38 s, battant de dix minutes le précédent record féminin du parcours. Le 7 septembre, elle prend le départ de l'épreuve d'Ultra SkyMarathon aux championnats du monde de skyrunning à Covaleda. Courant pour la première fois une épreuve de plus de 50 kilomètres, elle crée la surprise en lançant son attaque à mi-parcours et parvient à s'emparer de la tête de course. Elle maintient sa position en tête dans la descente finale et s'offre le titre.

## Palmarès

### Skyrunning
| no  | féminin           | Course                                                  | Longueur | Départ           | Temps           |
| --- | ----------------- | ------------------------------------------------------- | -------- | ---------------- | --------------- |
| 7e  | Médaille d'or     | Sellaronda Half Trail                                   | 27,6 km  | 16 juillet 2022  | 3 h 27 min 4 s  |
| 13e | Médaille d'argent | Bettelmatt Super Race                                   | 39 km    | 8 juillet 2023   | 5 h 17 min 44 s |
| 13e | Médaille d'or     | Maddalene Sky Race                                      | 23 km    | 30 juin 2024     | 2 h 45 min 54 s |
| 26e | Médaille d'argent | SkyMarathon Sentiero 4 Luglio                           | 42 km    | 6 juillet 2024   | 5 h 25 min 11 s |
| 11e | Médaille d'or     | DoloMyths Run Fassa Trail                               | 42 km    | 21 juillet 2024  | 4 h 39 min 28 s |
| 12e | Médaille d'or     | Kima Extreme SkyRace                                    | 27,5 km  | 24 août 2024     | 3 h 30 min 38 s |
| 21e | Médaille d'or     | Championnats du monde de skyrunning - Ultra SkyMarathon | 70 km    | 7 septembre 2024 | 8 h 38 min 10 s |
| 43e | 5e                | Transvulcania                                           | 73 km    | 10 mai 2025      | 9 h 0 min 18 s  |

### Raquette à neige
| no  | masculin          | Course        | Longueur | Départ         | Temps       |
| --- | ----------------- | ------------- | -------- | -------------- | ----------- |
| 16e | Médaille d'or     | La Ciaspolada | 5 km     | 6 janvier 2024 | 23 min 1 s  |
| 18e | Médaille d'argent | La Ciaspolada | 5 km     | 6 janvier 2025 | 23 min 56 s |

## Records
| Épreuve       | Performance     | Date            | Lieu   |
| ------------- | --------------- | --------------- | ------ |
| Semi-marathon | 1 h 25 min 28 s | 11 février 2024 | Vérone |